# Achille Mazzi
Achille Mazzi (fl. XX secolo) è stato un militare italiano, maggiore dell'Esercito.

## Biografia
Rappresentò il Partito Liberale Italiano nel comando militare dipendente dal C.T.L.N., curandone l'organizzazione militare: dal giugno 1944 fu Capo di Stato Maggiore di questo comando

### Governo provvisorio
Il governo provvisorio del C.T.L.N. Si riuniva, di volta in volta, in tre o quattro appartamenti di Firenze. Il Comando Militare Marte, si riuniva in casa di Nello Niccoli, a volte in casa di Achille Mazzi, nel viale Regina Vittoria

### Colloqui
Il 6 agosto 1944, Nello Niccoli e il responsabile del Comitato di Liberazione Nazionale in Oltrarno, Francesco Berti, chiesero un colloquio col generale Harold Alexander, ma furono inviati presso il maggiore Charles Macintosh, Capo dell'Ufficio Informazioni e presso il Capo di Stato Maggiore della divisione inglese che si trovava a sud di Firenze. Il Niccoli riferì che gli inglesi prevedevano di forzare l'Arno con due colonne a monte e a valle della città, allo scopo di evitare ulteriori distruzioni della città di Firenze Secondo la versione di Achille Mazzi, Capo di Stato Maggiore del Comando Militare Toscano, risulta che l'ufficiale inglese si limitò a dire che gli Alleati consideravano Firenze città aperta

### Relazione
Dopo la Liberazione Achille Mazzi compilò la Relazione sull'attività clandestina e operativa svolta dai patrioti toscani nel periodo 8 settembre 1943 – 7 settembre 1944  ; questa relazione fu controfirmata dal Comandante ten,col, Nello Niccoli e dal commissario politico Luigi Gaiani Luigi Gaiani definisce Achille Mazzi Un bravo partigiano, un comandante, una persona molto idonea
In un allegato relativo ai Patrioti caduti durante i combattimenti per la difesa e la liberazione di Firenze, presentato da Achille Mazzi, risulta che i morti del Partito d'Azione furono 72, i morti delle S.A.P.  del P.C.I. furono 61 e i morti della Divisione Potente furono 24

### Consigliere
Achille Mazzi fu consigliere dell'Istituto Storico della Resistenza in Toscana, dove si trova il Fondo Achille Mazzi e del quale fu uno dei fondatori, il 24 ottobre 1953.